# Mutua Madrileña Masters Madrid 2008
Mutua Madrileña Masters Madrid 2008 — 19-й розыгрыш ежегодного профессионального теннисного турнира среди мужчин, проводящегося в испанском городе Мадрид и являющегося частью тура ATP в рамках серии Masters.
В 2008 году турнир прошёл с 13 по 19 октября. Соревнование продолжало осеннюю европейскую серию зальных турниров, расположенную в календаре между US Open и Итоговым турниром.
Прошлогодние победители:
- в одиночном разряде —  Давид Налбандян
- в парном разряде —  Боб Брайан и  Майк Брайан

## Соревнования

### Одиночный турнир
Энди Маррей обыграл  Жиля Симона со счётом 6-4, 7-6(6).
- Маррей выигрывает 4-й титул в сезоне и 7-й за карьеру в основном туре ассоциации.
- Симон уступает 1-й финал в сезоне и 2-й за карьеру в основном туре ассоциации.

### Парный турнир
Марцин Матковский /  Мариуш Фирстенберг обыграли  Махеша Бхупати /  Марка Ноулза со счётом 6-4, 6-2.
- Матковский выигрывает 2-й титул в сезоне и 8-й за карьеру в основном туре ассоциации.
- Фирстенберг выигрывает 2-й титул в сезоне и 8-й за карьеру в основном туре ассоциации.